# 愛知県道133号稲沢祖父江線
愛知県道133号稲沢祖父江線（あいちけんどう133ごう いなざわそぶえせん）は、愛知県稲沢市内を通る一般県道である。

## 概要

### 路線データ
- 起点：愛知県稲沢市
- 終点：愛知県稲沢市祖父江町

## 沿革
- 1959年（昭和34年）12月15日：認定
- 2005年（平成17年）：中島郡祖父江町が合併により稲沢市の一部となる

## 地理・沿線

### 通過する自治体
- 愛知県
  - 稲沢市

### 交差する道路
- 愛知県道136号一宮清須線（美濃街道）
- 愛知県道14号岐阜稲沢線（西尾張中央道）（天池遠松交差点）
- 愛知県道132号天池片原一色線（天池西交差点）
- 国道155号（西島交差点）
- 愛知県道458号一宮弥富線（巡見街道）
- 愛知県道67号名古屋祖父江線

### 沿線
- 名鉄尾西線 山崎駅
- 山崎郵便局
- 祖父江ぎんなんパーク